# Досенко-Журба Олександр Васильович
Олекса́ндр Васи́льович Досенко-Журба́ (* 10 липня 1892 — 14 квітня 1959, Високий[джерело?], Харківський район, Харківська область) — український співак-бандурист.

## Біографія
Кінцем 1920-х виступав у дуеті з Дмитром Байдою-Суховієм.
Початком 1930-х у Харкові створив «Ансамбль бандуристів: батько і чотири сини», виступав у багатьох містах України й Росії.

Досенко-Журба і три його сини (1930-ті)

У 1947 Виступав в Охтирці разом з О. Чорноруком, Федором Дробітьком та Сергієм Жуковим.
В 1945—1957 роках працював у Львівській та Чернігівській філармоніях.
Мав 4 синів: Івана, Олександра, Миколу і Тараса.
Виконував думи та українські народні пісні.